# Pseudocyphellaria mallota
Pseudocyphellaria mallota är en lavart som först beskrevs av Edward Tuckerman, och fick sitt nu gällande namn av Follman. Pseudocyphellaria mallota ingår i släktet Pseudocyphellaria och familjen Lobariaceae.   Inga underarter finns listade i Catalogue of Life.